# Джеймс Арнолд Тейлър
Джеймс Арнолд Тейлър (на английски: James Arnold Taylor) (роден на 22 юли 1969 г.) е американски озвучаващ актьор. Едни от най-известните му роли са Оби-Уан Кеноби в няколко заглавия от поредицата „Междузвездни войни“ и по-точно тези за Войната на клонингите, включващи минипоредицата от 2003 г., филма от 2008 г. и последвалия сериал, Ратчет във видеоигрите „Ратчет и Кланк“ и в едноименния филм, Улдор Джебедая Сокбат в „Събрани заедно“, главният герой в „Джони Тест“, Леонардо във филма „ Костенурките нинджа“ от 2007 г., г-н Булхофнър в „Къщата на Шумникови“, Тоймен в „Батуийлс“ и много други.

## Личен живот
Той е женен от 1991 г. за агентката на таланти Алисън Тейлър, с която имат една дъщеря.
Тейлър е християнин.